# چیکو (کالیفرنیا)
چیکو (به انگلیسی: Chico) شهری در شهرستان بوت ایالت کالیفرنیا است که در سرشماری سال ۲۰۱۰ میلادی، ۸۶۱۸۷ نفر جمعیت داشته است.